# Contea di Yell
La contea di Yell, in inglese Yell County, è una contea dello Stato dell'Arkansas, negli Stati Uniti. La popolazione al censimento del 2000 era di 21 139 abitanti. I capoluoghi di contea sono due: Danville per il distretto ovest e Dardanelle per il distretto est.

## Storia
La contea di Yell fu costituita nel 1840.